# Glenea bisbiguttata
Glenea bisbiguttata är en skalbaggsart som beskrevs av Conrad Ritsema 1892. Glenea bisbiguttata ingår i släktet Glenea och familjen långhorningar. Inga underarter finns listade i Catalogue of Life.